# Waldemar Januszczak
Waldemar Januszczak (nacido 12 enero 1954) es un crítico de arte británico y productor documental televisivo y presentador. Anteriormente fue crítico de arte de The Guardian, ejerció la misma función en The Sunday Times en 1992. Ha ganado dos veces el premio de Crítico del Año en Reino Unido.

## Vida
Januszczak nació en Basingstoke, Hampshire, hijo de refugiados polacos que habían llegado a Inglaterra después de la Segunda Guerra mundial. Su padre, un policía en Sanok, cuyo trabajo había incluido destapar comunistas, trabajó como limpiador de transporte del ferrocarril y murió, a los 57 años, cuándo un tren le atropelló en la estación de ferrocarril Basingstoke. Su mujer, entonces de 33 años, encontró trabajo en un campo como ordeñadora de vacas. Esto pasó cuando Waldemar tenía un año.
El joven Januszczak asistió a la Universidad de Piedad Divina, una escuela para los niños de refugiados polacos que la Congregación de Clérigos Marianos había instalado en Fawley, Henley-on-Thames. Según Januszczak en "Holbein: Ojo de los Tudor," el asistió a la Escuela Primaria de St. Anne en Caversham, Berkshire, una escuela católica, entre los 5 y los 11 años de edad.

## Carrera
Después de estudiar historia de arte en la Universidad de Mánchester, Januszczak se hizo crítico de arte – y también editor de artes – de el diario The Guardian. En 1990 fue nombrado jefe  de artes en el canal televisivo Channel 4 del Reino Unido y en 1992 se convierte en crítico de arte para The Sunday Times. Ha sido votado Crítico del Año dos veces por la Asociación de Prensa británica.
Januszczak ha sido descrito como "un amante apasionado del arte, crítico de arte y escritor. Su estilo de presentación es casual pero informado, entusiasta, evocativo y humorístico. Él apareció en nuestras pantallas de televisión, haciendo con el arte lo que David Attenborough ha hecho con el mundo natural," y alguien que actúa con la convicción de que "el arte actual no es en abosoluto elitistia. Esto le lleva a hacerlo absolutamente accesible y comprensible."
En 1997, participó en Channel 4 en la discusión llamada La Muerte de la Pintura, propiciado por la ausencia de pintores en el PremioTurner de aquel año. El programa se hizo famoso cuando, una aparentemente bebida Tracey Emin insultó a los otros participantes y abandonó la discusión después de diez minutos. En 2002, cuándo el corredor de seguros y coleccionista de arte Ivan Massow descalificó el arte conceptual en general y dijo que Emin no podría "pensar por sí misma lejos de una bolsa de papel", Januszczak observó en una carta a The Independent que "el pensamiento" no hiubiera sido muy útil en aquellas circunstancias.
En 2004 difiere de otros críticos en su defensa del arte de Stella Vine, elegiándola en su por otro lado hostil crítica de la exposición New Blood Show en la Saatchi Gallery ("a pesar de que no quería que me gustara la contribución de Vine, consiguió gustarme. Tiene algo."), y continuó apostando por ella , viendo "una combinación de empatía y cinismo que puede ser sorprendente." Un año más tarde participó en una edición navideña especial para crítico del concurso de televisión de preguntas y respuestas University Challenge.
En una crítica de la exposición Americans in Paris en la National Gallery de Londres en 2006, él describe la obra de James McNeill Whistler Sinfonía en Blanco Nº 1 como "una torpe repostería de gruesas manchas de caucho blanco en un lienzo rugoso, marcas secas de patinazos". "Ni siquiera las importantes gestiones de la madre de Whistler han servido para nada ", se quejaba. Estafado por el artista Jamie Shovlin, Januszczak "reveló" después de un año cómo la band de glam rock Lustfaust consiguió llevar a cargo un importante desafío a la industria de la música a finales de los años 70 dando su música en casetes en blanco e implicando a sus seguidores para diseñar sus propiascubiertas ". La banda nunca había existido fuera de la imaginación de Shovlin. Januszczak respondió que Shovlin tendría que ser aplaudido por su capacidad de recordarnos el lugar crucial del artista de hoy que nos recuerda que la realidad sencillamente no puede ser creída nunca más".
En octubre 2008, Januszczak co-curó un espectáculo en el Museo Británico llamado Statuephilia, en que esculturas modernas de 6 artistas fueron exhibidas junto a los más antiguos contrincantes. El espectáculo estuvo inspirado durante su creación de la serie televisiva Los Diarios de Escultura, una serie de tres partes (Mujeres, Paisajes, Líderes), sobre escultura alrededor del mundo, cuyo primer capítulo fue emitido el 31 de agosto de 2008 en Channel 4.
Waldemar Januszczak ha tenido muchas participaciones en televisión, medio en el que ha presentado programas sobre la Historia de Arte. También hizo hecho apariciones en programas como The Culture Show y Newsnight Revisión. Desde el 27 de noviembre de 2012, presentó una serie de cuatro partes Las Edades Oscuras: Una Edad de Luz sobre el arte y arquitectura en la Edad Media en BBC Four.

## Películas
Januszczak lleva desde 1997 produciendo documentales con su compañía de producción ZCZ Films.
- La Verdad Aproximadamente Arte (Canal 4, 1998) una serie de tres episodios aproximadamente por qué algunos temas tienen tal agarrarse la imaginación humana.[11]
- La Cena Perdida (Canal 4, 1999) sobre la restauración de The Last Supper.
- El Cowboy y el Eclipse (Canal 4, 1999) aproximadamente James Turrell earthwork escultura en Cornwall.
- Loco Tracey de Margate (BBC, 1999) sobre Tracey Emin.
- Puppy Amor (Canal 4, 2000) sobre Januszczak aversión modesta de perros y aversión intensa de perro aficionados.
- Viajes en Japón Virtual (Canal 4, 2000) sobre innovación tecnológica japonesa.
- Edificio del Año (Canal 4, 2000, 2001, 2002, 2003). Cobertura del anual Stirling Premio para arquitectura nueva.
- Picasso: Mágico, Sexo, Muerte (Canal 4, 2001) con el amigo y el biógrafo del artista, John Richardson. (Serie de tres episodios)[12]
- Gauguin: La Historia Llena (Canal 4, 2003) aproximadamente Paul Gauguin.
- Cambios de Beijing (Canal 4, 2003) sobre arte extremo en Beijing.
- Cada Cuadro Dice Una Historia (Canal 5, 2003/2004) sobre los fondos de ocho masterpieces. (Dos serie de 4 episodios)
- Vincent: La Historia Llena (Canal 4, 2004) aproximadamente Vincent van Gogh. (Serie de tres episodios)
- Cambios de Kazajistán (Canal 4, 2006) sobre arte contemporáneo en Kazajistán.
- El Michelangelo Código: Secretos del Sistine Capilla (Canal 4, 2005).
- Toulouse-Lautrec: La Historia Llena (Canal 4, 2006) aproximadamente Henri Toulouse-Lautrec.
- Sickert vs Sargent (BBC, 2007) sobre la guerra entre dos inmigrantes@–Walter Sickert y John Singer Sargent@–para el alma de arte británico.
- El paraíso Encontrado (Canal 4, 2007) sobre arquitectura islámica y arte islámico.[13]
- El Dictador Feliz (Canal 4, 2007) sobre el presidente anterior de Turkmenistán.
- Atlas: Japón Reveló (Canal de Descubrimiento, 2008). Serie 3, Episodio 2 en la serie de Atlas del Descubrimiento. (Januszczak Servido como productor ejecutivo sólo; no como un encima-presentador de cámara o narrador.)
- Los Diarios de Escultura (Canal 4, 2008) sobre representaciones escultóricas de mujeres y dirigentes, así como earthworks y arte de tierra. (Serie de tres episodios)
- ¡Barroco! De San Pedro a San Pablo (BBC, 2009). Una visión general del Barroco en muchos de sus ubicaciones claves. (Serie de tres episodios)[14]
- Manet: El Hombre Quién Inventó Arte Moderno (BBC, 2009) aproximadamente Édouard Manet y su influencia encima arte.[15]
- Belleza fea (BBC, 2009) sobre arte contemporáneo.
- William Dobson El Genio Perdido de Arte británico (BBC, 2011)
- Arte de la Noche (BBC, 2011)
- Los impresionistas que Pintan y Revolución (BBC, 2011)
- Las Edades Oscuras: Una Edad de Ligero (BBC, 2012)
- Rococó: Viaje, Placer, Locura (BBC, 2014)
- Rubens: Una Historia Grande Extra (BBC, 2015)
- Holbein: Ojo de los Tudor (BBC, 2015)
- El Renacimiento Desencadenado (BBC 4, 2016)
- Mary Magdalene: las mujeres Escarlatas del arte (BBC, 2017)

## Juicios
- En el Premio Turner (1984):

El establecimiento de arte británico, ya habiendo mostrado ignorancia imperdonable y wickedness en su dealings con Turner propio Bequest a la nación, es ahora bandying su nombre aproximadamente en la esperanza de dar algún spurious credibilidad histórica a un premio nuevo cínicamente concocted para promover el interés de un grupo pequeño de comerciantes, directores de galería y críticos.
- En el Premio Turner (1985):

El Turner Premio, como la podredumbre del Consejo de Artes, el aumento del patrocinio empresarial con cuerdas sujetó, la importancia de crecer del PR hombre en arte, el desorden en el V&Un, y la aparición de la asesora "de arte ignorante" es el resultado directo de soporte de gobierno inadecuado para las artes. Forzado fuera al circo empresarial, el arte tiene tenido que empezar clowning alrededor.